# Rahouia
Rahouia (em árabe: رحوية) é uma comuna localizada na província de Tiaret, Argélia. Sua população estimada em 2008 era de 24 983 habitantes.